# وست المیرا (نیویورک)
وست المیرا (به انگلیسی: West Elmira) یک منطقهٔ مسکونی در ایالات متحده آمریکا است که در شهرستان چیمانگ، نیویورک واقع شده‌است. وست المیرا ۸٫۲ کیلومتر مربع مساحت و ۴٬۹۶۷ نفر جمعیت دارد و ۲۷۰ متر بالاتر از سطح دریا واقع شده‌است.